# Muhammed Ali (Alawiyya-ätten)

Ättens vapen.

Muhammed Ali-ätten (arabiska: أسرة محمد علي Usrat Muhammad 'Ali), även Alawiyya-ätten (arabiska: الأسرة العلوية al-Ousra-t-al-‘Alawiyya) var en egyptisk furstefamilj som härskade över Egypten och Sudan. Ätten grundades av Muhammed Ali av Egypten. Dynastin producerade elva regenter mellan 1805 och 1953.
Den osmanske sultanen erkände 1806 Muhammed Ali som vali av Egypten.

## Regenter
Wali (1806–1867)
- Muhammed Ali av Egypten (9 juli 1805 - 1 september 1848)
- Ibrahim Pascha (1 september 1848 - 10 november 1848)
- Abbas I av Egypten (10 november 1848 - 13 juli 1854)
- Said Pascha (13 juli 1854 - 18 januari 1863)
- Ismail Pascha (18 januari 1863 - 8 juni 1867)

Khedives (1867–1914)
- Ismail Pascha (8 juni 1867 - 26 juni 1879)
- Muhammad Tawfiq Pascha (26 juni 1879 - 7 januari 1892)
- Abbas II av Egypten (8 januari 1892 - 19 december 1914)

Sultan (1914–1922)
- Hussein Kamil (19 december 1914 - 9 oktober 1917)
- Fuad I av Egypten (9 oktober 1917 - 16 mars 1922)

Kung (1922–1952)
- Fuad I av Egypten (16 mars 1922 - 28 april 1936)
- Farouk I av Egypten (16 mars 1922 - 26 juli 1952)
- Fuad II av Egypten (26 juli 1952 - 18 juni 1953)